# Coppa dell'Amicizia italo-svizzera 1967
Le partite della “Coppa dell’Amicizia” italo-svizzera 1967 si disputarono tutte in Svizzera tra il 17 e il 24 giugno.
L'edizione del torneo vide la partecipazione di tre squadre di club per nazione. Ciascuna delle partecipanti incontrava in un unico incontro le tre rappresentanti della nazione avversa.
Fu vinta dal Brescia.

## Incontri
| Squadra 1  | Squadra 2 | incontro unico |
| ---------- | --------- | -------------- |
| Lucerna    | SPAL      | 3 - 1          |
| Winterthur | Brescia   | 0 - 1          |
| Aarau      | Mantova   | 1 - 2          |
| Aarau      | SPAL      | 3 - 2          |
| Lucerna    | Brescia   | 1 - 2          |
| Winterthur | Mantova   | 2 - 3          |
| Aarau      | Brescia   | 0 - 4          |
| Lucerna    | Mantova   | 0 - 2          |
| Winterthur | SPAL      | 0 - 2          |

## Classifica finale
|            | Punti | V | N | P | GF | GS |
| ---------- | ----- | - | - | - | -- | -- |
| Brescia    | 6     | 3 | 0 | 0 | 7  | 1  |
| Mantova    | 6     | 3 | 0 | 0 | 7  | 3  |
| SPAL       | 2     | 1 | 0 | 2 | 5  | 6  |
| Lucerna    | 2     | 1 | 0 | 2 | 4  | 5  |
| Aarau      | 2     | 1 | 0 | 2 | 4  | 8  |
| Winterthur | 0     | 0 | 0 | 3 | 2  | 6  |

Il Brescia vince il torneo per migliore quoziente reti (7,00 contro 2,33).